# Thecla tyleri
Thecla tyleri är en fjärilsart som beskrevs av Dyar 1913. Thecla tyleri ingår i släktet Thecla och familjen juvelvingar. Inga underarter finns listade i Catalogue of Life.